# 신상회
신상회(新象會)는 1962년 3월 17일 창립된 회화, 조각, 디자인 부분의 모임이다.(反) 아카데미즘을 내걸고 등장했으나 약간 보수적인 성격을 띤 단체이다. 공통된 경향을 가리지 않고 작가들 각자가 인간적인 교류를 가지고 모여 연마한다는 것이 이 단체의 목적이다. 화가와 조각가, 디자이너의 혼성 단체이며 창립전과 동시에 공모전을 가졌다.  1968년 제7회전을 고비로 활동이 침체되어 회원들의 대다수가 다른 단체에 이적(移籍)됨으로써 활동이 침체되었다. 창립회원은 김창억, 박석호, 박창돈, 박항섭, 유영필, 유영국, 이대원, 이달주, 이봉상, 이수재, 이준, 이정규, 임완규, 장욱진, 조병원, 정건모, 최덕휴, 한봉덕, 황규백, 황유엽, 손동진, 김영중, 김영학이다.